# Samraong
Samraong es uno de los diez distritos que forman la provincia camboyana de Takéo, con una población estimada en marzo de 2008 de 107 807 habitantes. Está dividido en las siguientes  comunas (khum), que se muestran asimismo con población estimada de 2008:
- Boeng Tranh Khang Cheung 9,367
- Boeng Tranh Khang Tboung 11,207
- Cheung Kuon 8,275
- Chumreah Pen 11,336
- Khvav 13,936
- Lumchang 6,151
- O Smach
- Rovieng 14,538
- Samraong 6,922
- Sla 7,766
- Soeng 9,041
- Trea 9,268[1]